# Dorothy Height
Dorothy Irene Height (Richmond, Estados Unidos, 24 de marzo de 1912 – Washington D. C., Estados Unidos, 20 de abril de 2010) fue una educadora y activista social afrodescendiente. Le fue concedida la Medalla Presidencial de la Libertad en 1994 y la Medalla de Oro del Congreso de los Estados Unidos en 2004 por su lucha contra la discriminación racial.
Fue presidenta del Consejo Nacional de Mujeres Negras.